# Бенедікт Дорш
Бенедікт Дорш (нім. Benedikt Dorsch; нар. 10 січня 1981) — колишній німецький тенісист.
Найвищу одиночну позицію світового рейтингу — 127 місце досяг 25 травня 2009, парну — 189 місце — 4 лютого 2008 року.
Здобув 2 одиночні та 2 парні титули.

## Фінали ATP Челленджер і ITF Ф'ючерс

### Одиночний розряд: 11 (5–6)
| Легенда              |
| -------------------- |
| ATP Челленджер (2–5) |
| ITF Ф'ючерс (3–1)    |

| Фінали за покриттям |
| ------------------- |
| Тверде (4–5)        |
| Ґрунт (1–1)         |
| Трава (0–0)         |
| Килим (0–0)         |

| Результат | В-П | Дата     | Турнір                  | Рівень     | Покриття | Суперник           | Рахунок            |
| --------- | --- | -------- | ----------------------- | ---------- | -------- | ------------------ | ------------------ |
| Перемога  | 1–0 | Чер 2005 | Фінляндія F2, Vierumäki | Ф'ючерс    | Ґрунт    | Майт Кюннап        | 6–1, 6–3           |
| Перемога  | 2–0 | Вер 2005 | США F22, Клермонт       | Ф'ючерс    | Тверде   | Тайлер Клівленд    | 6–2, 6–3           |
| Поразка   | 2–1 | Жов 2005 | Талса, США              | Челленджер | Тверде   | Харел Леві         | 7–5, 5–7, 6–7(6–8) |
| Поразка   | 2–2 | Жов 2005 | США F26, Арлінгтон      | Ф'ючерс    | Тверде   | Майкл Расселл      | 1–6, 3–6           |
| Перемога  | 3–2 | Бер 2006 | США F6, Мак-Аллен       | Ф'ючерс    | Тверде   | Юган Брунстрем     | 3–6, 6–2, 6–1      |
| Поразка   | 3–3 | Тра 2006 | Тельде, Іспанія         | Челленджер | Ґрунт    | Марк Лопес Таррес  | 0–6, 1–6           |
| Поразка   | 3–4 | Лют 2007 | Даллас, США             | Челленджер | Тверде   | Роберт Кендрік     | 3–6, 4–6           |
| Перемога  | 4–4 | Лип 2007 | Пенза, Росія            | Челленджер | Тверде   | Михайло Ледовських | 7–5, 5–7, 6–1      |
| Перемога  | 5–4 | Лип 2008 | Пенза, Росія            | Челленджер | Тверде   | Сергій Стаховський | 1–6, 6–4, 7–6(8–6) |
| Поразка   | 5–5 | Сер 2008 | Стамбул, Туреччина      | Челленджер | Тверде   | Фред Жіл           | 4–6, 6–1, 3–6      |
| Поразка   | 5–6 | Бер 2009 | Бергамо, Італія         | Челленджер | Тверде   | Лукаш Росол        | 1–6, 6–4, 6–7(3–7) |

### Парний розряд: 11 (3–8)
| Легенда              |
| -------------------- |
| ATP Челленджер (2–5) |
| ITF Ф'ючерс (1–3)    |

| Фінали за покриттям |
| ------------------- |
| Тверде (2–4)        |
| Ґрунт (1–4)         |
| Трава (0–0)         |
| Килим (0–0)         |

| Результат | В-П | Дата     | Турнір                      | Рівень     | Покриття | Партнер            | Суперники                           | Рахунок                 |
| --------- | --- | -------- | --------------------------- | ---------- | -------- | ------------------ | ----------------------------------- | ----------------------- |
| Поразка   | 0–1 | Вер 2003 | Мандевілл, США              | Челленджер | Тверде   | Матія Згага        | Себастьєн де Шонак Зак Флейшман     | 7–6(7–3), 6–7(2–7), 3–6 |
| Перемога  | 1–1 | Лип 2004 | Австрія F1, Тельфс          | Ф'ючерс    | Ґрунт    | Стефан Ваутерс     | Ян Мертл Їржі Венкль                | 6–3, 7–5                |
| Поразка   | 1–2 | Лис 2004 | Іран F4, Кіш (острів)       | Ф'ючерс    | Ґрунт    | Марко Нойтейбль    | Хуан Ігнасіо Серда Яспер Сміт       | 6–7(3–7), 6–4, 3–6      |
| Поразка   | 1–3 | Чер 2005 | Фінляндія F2, Vierumäki     | Ф'ючерс    | Ґрунт    | Міша Зверєв        | Майт Кюннап Янне Ояла               | 3–6, 3–6                |
| Поразка   | 1–4 | Лип 2005 | Австрія F4, Тельфс          | Ф'ючерс    | Ґрунт    | Міша Зверєв        | Баштіан Кніттель Хрістофер Кодеріш  | 1–2 ret.                |
| Поразка   | 1–5 | Кві 2006 | Лансароте, Іспанія          | Челленджер | Тверде   | Стевен Кортелінґ   | Грегорі Карраз Жан-Мішель Пекері    | 3–6, 5–7                |
| Поразка   | 1–6 | Кві 2007 | Пейджет, Бермудські Острови | Челленджер | Ґрунт    | Сергій Стаховський | Марсело Мело Андре Са               | 2–6, 4–6                |
| Перемога  | 2–6 | Лют 2008 | Даллас, США                 | Челленджер | Тверде   | Б'єрн Фау          | Скотт Ліпскі Девід Мартін           | 6–4, 6–4                |
| Перемога  | 3–6 | Чер 2008 | Реканаті, Італія            | Челленджер | Тверде   | Б'єрн Фау          | Юй Сіньюань Цзен Шаосюань           | 6–3, 7–5                |
| Поразка   | 3–7 | Лют 2009 | Гайльбронн, Німеччина       | Челленджер | Тверде   | Філіпп Пецшнер     | Кароль Бек Ярослав Левинський       | 3–6, 2–6                |
| Поразка   | 3–8 | Лют 2009 | Вроцлав, Польща             | Челленджер | Тверде   | Сем Варбург        | Сончат Ратіватана Санчай Ратіватана | 4–6, 6–3, [8–10]        |

## Часовий графік результатів
| W | Ф | ПФ | ЧФ | #Р | КТ | К# | P# | DNQ | A | Z# | PO | G | S | B | NMS | NTI | P | NH |

### Одиночний розряд
| Турніри Великого шлему                 |     |     |     |     |     |     |       |     |    |
| Відкритий чемпіонат Австралії з тенісу | К1р |     | К1р | К3р |     |     | 0 / 0 | 0–0 | –  |
| Відкритий чемпіонат Франції з тенісу   | К2р | К2р | К2р |     | К1р |     | 0 / 0 | 0–0 | –  |
| Вімблдонський турнір                   | 1р  | К1р |     |     |     | К1р | 0 / 1 | 0–1 | 0% |
| Відкритий чемпіонат США з тенісу       | К1р | К2р | К1р |     |     |     | 0 / 0 | 0–0 | –  |
| В-П                                    | 0–1 | 0–0 | 0–0 | 0–0 | 0–0 | 0–0 | 0 / 1 | 0–1 | 0% |
| Тур ATP Мастерс 1000                   |     |     |     |     |     |     |       |     |    |
| Відкритий чемпіонат Маямі з тенісу     |     | К2р |     | К1р |     |     | 0 / 0 | 0–0 | –  |
| В-П                                    | 0–0 | 0–0 | 0–0 | 0–0 | 0–0 | 0–0 | 0 / 0 | 0–0 | –  |